# Montse Pérez
Montserrat Pérez López (Barcelona, 28 de octubre de 1956 - Ibídem, 28 de abril de 2018) fue una actriz española. Conocida principalmente como Montse Pérez, en los años 1990 también apareció en determinadas películas de cine o de televisión con su nombre completo o con otras variantes, como Montserrat López.

## Biografía
Se hizo muy popular gracias al papel de Mercedes en Plats bruts (Platos sucios). Formó parte de la compañía Els Joglars entre 1987 y 1991, como también de Dagoll Dagom.
Actuó en otras series, como La Riera, ¡Oh! Europa, Kubala, Moreno y Manchón, Celia, Abuela de verano, La Mari, La Sagrada Familia, Hospital Central o Somos 1 maravilla.
En el cine, intervino en las películas Héroes y Mil cretins (Mil cretinos).